# Anna Pilarska
Anna Ewa Pilarska (ur. 6 grudnia 1949) – polska samorządowiec i prawniczka, od marca do grudnia 2004 wicemarszałek województwa łódzkiego.

## Życiorys
Pochodzi z Warszawy, gdzie mieszkała do 2004. Ukończyła studia prawnicze na Wydziale Prawa i Administracji Uniwersytetu Warszawskiego, kształciła się podyplomowo w zakresie handlu zagranicznego. Zasiadała w zarządzie Lubelskiego Towarzystwa Leasingowego. Pracowała przez 15 lat w firmach polonijnych.
Zaangażowała się w działalność polityczną w ramach Samoobrony RP. 29 marca 2004 została wybrana wicemarszałkiem województwa łódzkiego, odpowiedzialnym m.in. za gospodarkę, zarządzanie nieruchomościami i nadzór nad WORD-ami. Do wyboru doszło, mimo że nigdy nie była związana z województwem. 21 grudnia 2004 została odwołana razem z innymi reprezentantami Samoobrony i LPR.